# Grup Maffei 1
El grup de galàxies Maffei 1 (també conegut com a grup IC 342) és el grup de galàxies més proper al nostre Grup Local de Galàxies; probablement fou part del Grup Local però se'n separà després d'un encontre gravitatòriament violent amb la galàxia més massiva del grup, la galàxia d'Andròmeda (M31).
El seu membre més important és la galàxia espiral IC 342, però fou batejat a partir de la galàxia el·líptica gegant Maffei 1 que, juntament amb Maffei 2, fou descoberta a partir de fotografies infraroges l'any 1968 per l'astrònom Paolo Maffei. Vistes des de la Terra ambdues galàxies són properes al nostre equador galàctic, a Cassiopeia, a la zona del cel que queda més oculta en longituds d'ona visibles per la pols i els gasos de la nostra pròpia galàxia. Maffei 2 és una galàxia espiral barrada de grandària i brillantor mitjanes situada a uns 16 milions d'anys llum de mosaltres, mentre que Maffei 1 es troba a uns 10 milions d'anys llum. Altres galàxies conegudes del grup són Dwingeloo 1 i la seva satèl·lit Dwingeloo 2 i alguns sistemes més petits, com dos possibles galàxies satèl·lit de Maffei 1 (MB1 and MB2).
Com el Sol orbita al voltant del centre de la nostra Via Làctia cada 225 milions d'anys, d'aquí a uns 112 milions d'anys el sistema solar es trobarà a l'altra banda de la galàxia. Llavors moltes de les galàxies que podem observar avui en dia quedaran ocultes per l'acumulació de gas i pols del nostre centre galàctic; en canvi galàxies avui difícils d'observar, com les del grup Maffei 1 podran observar-se molt millor.

## Membres del grup
| Nom              | Tipus | Distància al Sol[2] (10⁶ anys llum) | Magnitud | Membre?  | Comentaris                     |
| ---------------- | ----- | ----------------------------------- | -------- | -------- | ------------------------------ |
| IC 342           | SBcd  | 10,7                                | +10,5    | Sí       |                                |
| Maffei 1         | E5    | 9,82                                | +17      | Sí       |                                |
| Maffei 2         | SBc   | 9,1                                 | +16      | Sí       |                                |
| Dwingeloo 1      | SBbc  | 9,1                                 |          | Sí       | PGC 100170, Cassiopeia 2       |
| Dwingeloo 2      | dIAm  | ~10                                 | +20,5    | Sí       | PGC 101304                     |
| NGC 1560         | SAd   | 11,3                                | +12,1    | Probable | Possible membre del Grup Local |
| NGC 1569         | dIBm  |                                     | +11,8    | Probable | Possible membre del Grup Local |
| UGCA 92          | dIAm  |                                     | +16,15   | Probable | Possible membre del Grup Local |
| Camelopardalis A | dSph  | 12,8                                |          | Probable |                                |
| Camelopardalis B | IAm   | 10,9                                |          | Possible | KK 44                          |
| Camelopardalis D | IAm   |                                     |          | Possible | KKH 34                         |
| Cassiopeia 1     |       | ~11                                 |          | Possible | KK 19                          |
| Cassiopeia 3     |       |                                     |          | Possible | KKH 5                          |
| KK 35            |       | 10,3                                |          | Possible |                                |
| MB1              | SAd?  | ~10                                 |          | Possible | KK 21                          |
| MB2              |       |                                     |          | Possible |                                |
| MB3              | dSph  | ~10                                 |          | Possible | KK 22                          |
| Perseus 1        | E     |                                     | +12,48   | Possible | KKH 11                         |
| Perseus 2        | IAm   |                                     |          | Possible | KKH 12                         |
| UGCA 86          | dIAm  | 10,2                                | +14,2    | Possible | Possible membre del Grup Local |
| UGCA 105         | dIAm  | 10,3                                | +15,3    | Possible |                                |
| KKH 6            |       |                                     |          | Possible |                                |
| UGC 2773         |       |                                     |          | Possible | KK 28                          |
| Mailyan 16       |       |                                     |          | Possible | KKH 37                         |